# Aloe ellenbeckii
Aloe ellenbeckii é uma espécie de liliopsida do gênero Aloe, pertencente à família Asphodelaceae.